# Алта-Флореста (мікрорегіон)

Алта-Флореста на карті штату Мату-Гросу

Алта-Флореста (порт. Microrregião de Alta Floresta) — мікрорегіон у Бразилії, входить у штат Мату-Гросу. Складова частина мезорегіону Північ штату Мату-Гросу. Населення становить 90 169 осіб на 2006 рік. Займає площу 52 590,000 км². Густота населення — 1,7 ос./км².

## Склад мікрорегіону
До складу мікрорегіону включені наступні муніципалітети:
1. Алта-Флореста
2. Апіакас
3. Карлінда
4. Нова-Бандейрантіс
5. Нова-Монті-Верді
6. Паранаїта

| Бразилія | Це незавершена стаття з географії Бразилії. Ви можете допомогти проєкту, виправивши або дописавши її. |